# Acacia grandistipula
Acacia grandistipula é uma espécie de leguminosa do gênero Acacia, pertencente à família Fabaceae.